# Guillem Ramon de Montcada i d'Alagón-Espés-Castre
Guillem Ramon de Montcada i d'Alagón-Espés-Castre   (Barcelona, 1619 - Madrid, 17 de març de 1670) va ser un noble i militar català, marquès d'Aitona i Gran d'Espanya. Al llarg de la seva vida va ocupar diversos càrrecs públics com el de lloctinent de Catalunya, virrei de Galícia, a més de ser membre del consell de regència durant la minoria d'edat de Carles II. Així mateix, va formar part de l'exèrcit i va participar en la Guerra dels Segadors.

## Biografia
Va ser fill i hereu de Francesc de Montcada i de Montcada, marquès d'Aitona, i de Margarita de Alagón-Espés y de Cervelló-Castre, filla de Martín de Alagón, marquesa de la Pobla de Castre, vescomtessa d'Illa, entre altres títols.
Va fer carrera militar. El 1647, durant la Guerra dels Segadors, va ser nomenat lloctinent de Catalunya i va comandar l'exèrcit contra les tropes francocatalanes. És considerat un reformador militar en l'àmbit de la milícia, des d'on va intentar millorar l'espiritualitat dels milicians amb disciplina i exigint una millor formació als capellans castrenses, per adoctrinar les tropes segons l'esperit de la Reforma del Concili de Trento. El seu ideal era assolir la perfecció espiritual des de la milícia i veia necessari la presència d'un director espiritual. En aquest procés de reforma va recolzar-se en la Companyia de Jesús. També va publicar el 1655 un llibre de mística titulat Práctica de la oración.
Va exercir diversos càrrecs polítics d'importància. A banda de lloctinent a Catalunya, va ser virrei a Galícia, Majordom Major de la Casa del Rei i Cavallerís Major de la reina mare. El 1652 va ser nomenat conseller d'Estat i el 1665 va ser un dels sis membres de la Junta de Govern nomenats per assistir a la reina governadora, Maria Anna d'Àustria, durant la regència de Carles II.
Per herència també va ser Gran Sensecal dels regnes de la Corona d'Aragó i Mestre Racional de la Casa i Cort a Catalunya. Així mateix, va rebre l'hàbit de l'Orde de Calatrava i obtingué les comanadories de Rafales i de Fresneda.
De l'àmbit religiós, destaca haver estat un dels fundadors de l'Escola de Crist de Madrid el 1653, un nucli de caràcter apostòlic format per 72 congregants, des d'on es van impulsar la idea que cada persona podia assolir el camí de la perfecció, segons el seu estat, que després va intentar aplicar en la reforma a l'exèrcit.
Va morir el 17 de març de 1670, en arribar a la maduresa.

## Obra
Guillem Ramon va ser un gran literat, com el seu pare. En l'àmbit espiritual, és considerat un escriptor contrari a Maquiavel, providencialista convençut i recolzat en les idees dels jesuïtes. A banda de les obres esmentades a continuació, va ser autor de diversos opuscles i cartes.
Publicà:
- Discurso militar sóbre los inconvenientes de la milicia de estos tiempos y su reparo (Milà, 1654, València, 1653)
- Vocabulario de la gente de mar
- Tratado de la oración
- Suzathil Hagi Mahumeti, traducció de l'àrab dedicat a Frederic, duc d'Urbino.

Torres i Amat esmenta que, d'acord amb els índexs de la Biblioteca Nacional d'Espanya, també va escriure la següent llista de manuscrits:
- Representaciones a Felipe IV
- Representación pintando el estado miserable del Reyno, y proponiendo medios para su alivio
- Cartas y otros papeles
- Historia de la casa de Mondéjar, sucesión de la baronía de Moncada
- Historia de Barcelona antigua
- Varios opúsculos y apuntamientos

## Títols
Heretà dels seus pares els títols següents:
- IV Marqués d'Aitona
- XII Comte d'Osona
- XXXIV Vescomte de Cabrera
- XXXVI Vescomte de Bas
- Vescomte d'Illa
- Baró d'Alfajarín
- Baró d'Anzano
- Baró de Beniarjó
- Baró de Callosa d'Ensarriá
- Baró de Castisens
- Baró de Chiva
- Baró de Cuatro Castillos
- Baró de Hoz
- Baró de La Llacuna
- Baró de Mataplana
- Baró de Miralcamp
- Baró de Palma i Ador
- Baró de Peralta de la Sal
- Baró de Pinós
- Baró de Pontils